# Leptophis cupreus
Leptophis cupreus är en ormart som beskrevs av Cope 1868. Leptophis cupreus ingår i släktet Leptophis och familjen snokar. Inga underarter finns listade i Catalogue of Life.
Arten förekommer från Panama till södra Venezuela samt över Colombia och Ecuador till Peru. Honor lägger ägg.